# Покан-Юванькіно
Пока́н-Юва́нькіно (рос. Покан-Юванькино, марій. Покан) — присілок у складі Гірськомарійського району Марій Ел, Росія. Входить до складу Виловатовського сільського поселення.

## Населення
Населення — 176 осіб (2010; 189 у 2002).
Національний склад (станом на 2002 рік):
- гірські марійці — 94 %